# گجد
گُجِد (به ضم گاف و کسره جیم) نام روستایی در کیلومتر ۹۰ جاده اصفهان-نائین است که راه آن با یک مسیر فرعی از این جاده جدا شده و پس از عبور از روستاهای دلگشا و صیدآباد به دامنه یک کوه منتهی می‌شود.